# Ioan Curcuas (catepan)
Ioan Curcuas (în limba greacă: Ἰωάννης Κουρκούας, în limba italiană: Giovanni Antipati da Cusira) a fost catepan bizantin de Italia de la anul 1008 până la moarte.
Originile sale sunt armenești. A fost martorul primei revolte a longobarzilor împotriva stăpânirii bizantine din Apulia. După ce fusese strategos al themei Samos, Curcuas a sosit la Bari în luna mai 1008, ca înlocuitor al lui Alexios Xiphias, care fusese ucis în luptă cu un an înainte. La puțină vreme, la 9 mai 1009, o răscoală antibizantină a izbucnit în Bari, sub conducerea negustorului Melus, care s-a răspândit rapid în alte orașe. Curcuas nu a trăit destul pentru a fi martorul deznodământului final al acestor tulburări, anume instituirea dominației normanzilor asupra întregului sud al Italiei. El a fost ucis într-o bătălie împotriva răsculaților de la sfârșitul anului 1009 sau începutul lui 1010.